# Lưu Hoàng
Lưu Hoàng là một xã thuộc huyện Ứng Hòa, thành phố Hà Nội, Việt Nam.
Xã Lưu Hoàng có diện tích 3.84 km², dân số năm 1999 là 4908 người, mật độ dân số đạt 1278 người/km².

## Đơn vị hành chính
Xã Lưu Hoàng gồm các thôn: Nội Lưu (Làng Nổ), Ngoại Hoàng(làng Hóp ), Cáp Hoàng, Thanh Bồ.

## Các đơn vị trên địa bàn xã bao gồm
- Trường THPT Lưu Hoàng
- Trường THCS Lưu Hoàng
- Trường Tiểu học Lưu Hoàng
- Trường Mầm non xã Lưu Hoàng
- Trung tâm y tế cụm nam Ứng Hòa
- Trung tâm Y tế xã Lưu Hoàng

## Vị trí
Lưu Hoàng giáp các xã: Phía bắc giáp xã Phù Lưu, phía đông giáp xã Đội Binh, phía nam giáp xã Hồng Quang, phía Tây giáp Huyện Mỹ Đức.

## Giao thông
Giao thông chính là quốc lộ 21B, đường bê thông liên xã.

## Đền Không Thần
Đền Không Thần hay đình làng Ngoại Hoàng thờ Cao Quang Vương, vị tướng nhà Đinh có công giúp Vua dẹp loạn 12 sứ quân, lập ra nhà nước Đại Cồ Việt. Thời 12 sứ quân, Một đồn binh của Đinh Bộ Lĩnh đã đóng tại Kẻ Hóp (Ngoại Hoàng). Sau khi tướng lĩnh hy sinh người dân làng Ngoại Hoàng đã thờ ông là Thành Hoàng làng.